# Saint-Antonin (Alpes Marítimos)
 Saint-Auban  es una población y comuna francesa, en la región de Provenza-Alpes-Costa Azul, departamento de Alpes Marítimos, en el distrito de Niza y cantón de Puget-Théniers.

## Demografía
| 36 | 44 | 43 | 54 | 55 | 78 |
| Para los censos de 1962 a 1999 la población legal corresponde a la población sin duplicidades (Fuente: INSEE [Consultar]) |    |    |    |    |    |